# Rymosia cinerea
Rymosia cinerea är en tvåvingeart som först beskrevs av Freeman 1951.  Rymosia cinerea ingår i släktet Rymosia och familjen svampmyggor. Inga underarter finns listade i Catalogue of Life.